# Liste der Municipal Districts in Alberta

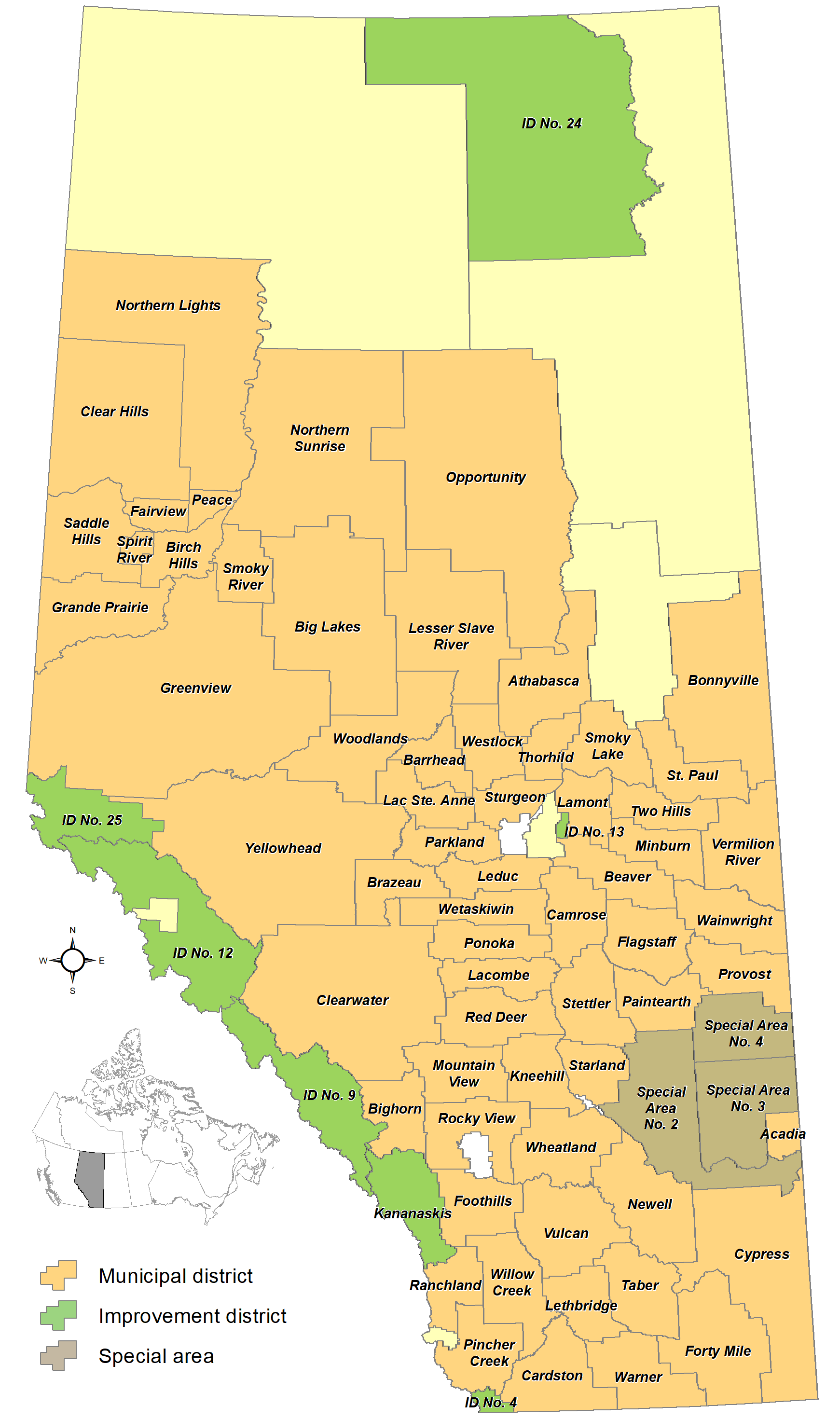
Karte zu den Distrikten Albertas

Die kanadische Provinz Alberta gliedert sich in verschiedene Arten von Verwaltungseinheiten. Neben den städtischen Verwaltungseinheiten gibt es die sogenannten Municipal Districts, für ländliche Verwaltungsbezirke. Diese Verwaltungseinheiten existieren neben den (geographischen) Regionen und werden zu statistischen Zwecken zu Census Divisions zusammengefasst. Viele der aktuell 63 Municipal Districts tragen den Begriff County in ihrem Namen, obwohl die Verwaltungseinheit County bereits in den 90er Jahren in Alberta abgeschafft wurde.
Wie auch die städtischen Verwaltungseinheiten werden diese ländlichen Verwaltungseinheiten nach dem Municipal Government Act, RSA 2000, c M-26 geschaffen und verwaltet.
Daneben existieren in Alberta auch noch:
- Specialized Municipalities (zurzeit 6),
- Special Areas (zurzeit 3) sowie
- Improvement Districts (zurzeit 8), welche hauptsächlich die Gebiete der Nationalparke umfassen.

Die letzte wesentliche Änderung an der Gliederung erfolgte zum 1. Januar 2012 als der damalige Municipal District Lakeland County in den Improvement District No. 349 und das Lac La Biche County, eine Specialized Municipality, aufgespalten wurde.
| Name                                                 | Municipal Code | Verwaltungssitz      | Census Div. | Fläche (km²) | Ew. (2016) | Bev.-Dichte (E/km²) |
| ---------------------------------------------------- | -------------- | -------------------- | ----------- | ------------ | ---------- | ------------------- |
| Acadia No. 34 (Municipal District of …)              | 0001           | Acadia Valley        | 4           | 1.082,60     | 493        | 0,5                 |
| Athabasca County                                     | 0012           | Athabasca            | 13          | 6.124,43     | 7.869      | 1,3                 |
| Barrhead No. 11 (County of …)                        | 0015           | Barrhead             | 13          | 2.406,25     | 6.288      | 2,6                 |
| Beaver County                                        | 0020           | Ryley                | 10          | 3.317,57     | 5.904      | 1,8                 |
| Big Lakes County                                     | 0506           | High Prairie         | 17          | 13.942,43    | 5.672      | 0,4                 |
| Bighorn No. 8 (Municipal District of …)              | 0382           | Exshaw               | 15          | 2.761,18     | 1.334      | 0,5                 |
| Birch Hills County                                   | 0502           | Wanham               | 19          | 2.859,60     | 1.553      | 0,5                 |
| Bonnyville No. 87 (Municipal District of …)          | 0036           | Bonnyville           | 12          | 6.064,73     | 13.575     | 2,2                 |
| Brazeau County                                       | 0383           | Drayton Valley       | 11          | 3.005,35     | 7.771      | 2,6                 |
| Camrose County                                       | 0049           | Camrose              | 10          | 3.324,21     | 8.458      | 2,5                 |
| Cardston County                                      | 0053           | Cardston             | 3           | 3.429,82     | 4.481      | 1,3                 |
| Clear Hills County                                   | 0504           | Worsley              | 17          | 15.125,49    | 3.023      | 0,2                 |
| Clearwater County                                    | 0377           | Rocky Mountain House | 9           | 18.682,45    | 11.947     | 0,6                 |
| Cypress County                                       | 0376           | Dunmore              | 1           | 13.173,25    | 7.662      | 0,6                 |
| Fairview No. 136 (Municipal District of …)           | 0107           | Fairview             | 19          | 1.387,58     | 1.604      | 1,2                 |
| Flagstaff County                                     | 0110           | Sedgewick            | 7           | 4.067,58     | 3.738      | 0,9                 |
| Foothills County                                     | 0111           | High River           | 6           | 3.636,80     | 22.766     | 6,3                 |
| Forty Mile No. 8 (County of …)                       | 0118           | Foremost             | 1           | 7.249,31     | 3.581      | 0,5                 |
| Grande Prairie No. 1 (County of …)                   | 0133           | Clairmont            | 19          | 5.802,21     | 22.303     | 3,8                 |
| Greenview No. 16 (Municipal District of …)           | 0481           | Valleyview           | 18          | 32.984,24    | 5.583      | 0,2                 |
| Kneehill County                                      | 0191           | Three Hills          | 5           | 3.381,02     | 5.001      | 1,5                 |
| Lac Ste. Anne County                                 | 0193           | Sangudo              | 13          | 2.850,38     | 10.899     | 3,8                 |
| Lacombe County                                       | 0195           | Lacombe              | 8           | 2.765,16     | 10.343     | 3,7                 |
| Lamont County                                        | 0198           | Lamont               | 10          | 2.385,09     | 3.899      | 1,6                 |
| Leduc County                                         | 0201           | Nisku                | 11          | 2.601,49     | 13.780     | 5,3                 |
| Lesser Slave River No. 124 (Municipal District of …) | 0507           | Slave Lake           | 17          | 10.074,39    | 2.803      | 0,3                 |
| Lethbridge County                                    | 0204           | Lethbridge           | 2           | 2.836,64     | 10.353     | 3,6                 |
| Minburn No. 27 (County of …)                         | 0222           | Vegreville           | 10          | 2.913,02     | 3.188      | 1,1                 |
| Mountain View County                                 | 0226           | Didsbury             | 6           | 3.782,64     | 13.074     | 3,5                 |
| Newell (County of …)                                 | 0235           | Brooks               | 2           | 5.904,67     | 7.524      | 1,3                 |
| Northern Lights (County of …)                        | 0511           | Manning              | 17          | 20.755,37    | 4.200      | 0,2                 |
| Northern Sunrise County                              | 0496           | Peace River          | 17          | 21.150,97    | 1.891      | 0,1                 |
| Opportunity No. 17 (Municipal District of …)         | 0512           | Wabasca              | 17          | 29.142,10    | 3.181      | 0,1                 |
| Paintearth No. 18 (County of …)                      | 0243           | Castor               | 7           | 3.283,36     | 2.102      | 0,6                 |
| Parkland County                                      | 0245           | Stony Plain          | 11          | 2.390,23     | 32.097     | 13,4                |
| Peace No. 135 (Municipal District of …)              | 0246           | Berwyn               | 19          | 847,47       | 1.747      | 2,1                 |
| Pincher Creek No. 9 (Municipal District of …)        | 0251           | Pincher Creek        | 3           | 3.482,05     | 2.965      | 0,9                 |
| Ponoka County                                        | 0255           | Ponoka               | 8           | 2.814,26     | 9.806      | 3,5                 |
| Provost No. 52 (Municipal District of …)             | 0258           | Provost              | 7           | 3.628,39     | 2.205      | 0,6                 |
| Ranchland No. 66 (Municipal District of …)           | 0501           | Nanton               | 15          | 2.638,70     | 92         | 0,0                 |
| Red Deer County                                      | 0263           | Red Deer             | 8           | 3.961,85     | 19.541     | 4,9                 |
| Rocky View County                                    | 0269           | Balzac               | 6           | 3.836,33     | 39.407     | 10,3                |
| Saddle Hills County                                  | 0503           | Spirit River         | 19          | 5.838,15     | 2.225      | 0,4                 |
| Smoky Lake County                                    | 0286           | Smoky Lake           | 12          | 3.412,92     | 4.107      | 1,2                 |
| Smoky River No. 130 (Municipal District of …)        | 0287           | Falher               | 19          | 2.840,14     | 2.023      | 0,7                 |
| Spirit River No. 133 (Municipal District of …)       | 0290           | Spirit River         | 19          | 683,60       | 700        | 1,0                 |
| St. Paul No. 19 (County of …)                        | 0294           | Saint Paul           | 12          | 3.309,44     | 6.036      | 1,8                 |
| Starland County                                      | 0296           | Morrin               | 5           | 2.559,95     | 2.066      | 0,8                 |
| Stettler No. 6 (County of …)                         | 0299           | Stettler             | 7           | 4.018,84     | 5.322      | 1,3                 |
| Sturgeon County                                      | 0305           | Morinville           | 11          | 2.090,13     | 20.495     | 9,8                 |
| Taber (Municipal District of …)                      | 0312           | Taber                | 2           | 4.201,65     | 7.089      | 1,7                 |
| Thorhild County                                      | 0314           | Thorhild             | 13          | 2.001,74     | 3.254      | 1,6                 |
| Two Hills No. 21 (County of …)                       | 0323           | Two Hills            | 10          | 2.637,18     | 3.322      | 1,3                 |
| Vermilion River (County of …)                        | 0329           | Kitscoty             | 10          | 5.519,75     | 8.267      | 1,5                 |
| Vulcan County                                        | 0334           | Vulcan               | 5           | 5.433,43     | 3.984      | 0,7                 |
| Wainwright No. 61 (Municipal District of …)          | 0336           | Wainwright           | 7           | 4.156,56     | 4.479      | 1,1                 |
| Warner No. 5 (County of …)                           | 0340           | Warner               | 2           | 4.531,55     | 3.847      | 0,8                 |
| Westlock County                                      | 0346           | Westlock             | 13          | 3.171,83     | 7.220      | 2,3                 |
| Wetaskiwin No. 10 (County of …)                      | 0348           | Wetaskiwin           | 11          | 3.132,06     | 11.181     | 3,6                 |
| Wheatland County                                     | 0349           | Strathmore           | 5           | 4.545,92     | 8.788      | 1,9                 |
| Willow Creek No. 26 (Municipal District of …)        | 0353           | Claresholm           | 3           | 4.558,14     | 5179       | 1,1                 |
| Woodlands County                                     | 0480           | Whitecourt           | 13          | 7.669,13     | 4.754      | 0,6                 |
| Yellowhead County                                    | 0482           | Edson                | 14          | 22.293,16    | 10.995     | 0,5                 |